# Héctor Leurino
Héctor Hugo Leurino (Santa Fe, 2 de noviembre de 1943) es un baloncestista en silla de ruedas y dirigente deportivo argentino. Integrando como capitán la selección argentina de baloncesto en silla de ruedas, Leurino obtuvo medalla de bronce en los Juegos Paralímpicos de Heidelberg 1972 y fue dos veces campeón mundial de los Juegos Mundiales IWAS en 1973 y 1974. El 14 de mayo de 1966 fue uno de los fundadores del Club Integral de Lisiados Santafesinos (CILSA), la primera institución para deportistas con discapacidades de Argentina, entidad que ha presidido.
Por sus logros deportivos fue reconocido en Argentina como Maestro del Deporte. En reconocimiento a su obra, lleva su nombre el gimnasio cubierto denominado con capacidad para 1.200 espectadores del CILSA.

## Síntesis biográfica
Héctor Leurino nació en la localidad de San Vicente, departamento Castellanos, a 100 km de la ciudad de Santa Fe en 1943. En 1966, junto a [Juan Leonardo Vega], Héctor Leurino y otros jóvenes santafesinos con discapacidades, fundó el Club Integral de Lisiados Santafesinos (CILSA), con el fin de practicar baloncesto en silla de ruedas. Se trató de la primera institución deportiva para personas discapacitadas de la Argentina y con el tiempo se convertiría en una de las principales del país. En un reportaje realizado por el diario El Litoral de Santa Fe, Costantini relataba las condiciones en las que se realizó la creación del CILSA:

Periodista: Y sin recursos...
Juan Luis Costantini: Ninguno, pero ninguno en serio. Teníamos que comprar sillas de ruedas, pagar el colectivo para viajar a competir. Practicábamos en Villa Colombo, en General López entre avenida Freyre y doctor Zavalla. Hacíamos bala, disco y jabalina en un principio. Y luego le compramos al Taller de la Cárcel de Coronda una mesa de ping-pong y hacíamos tenis de mesa. El básquet arrancó un año después, entrenábamos en el club Peretz y nos prestaban la sede de Sprai para las reuniones. Conseguimos un subsidio para comprar las sillas de ruedas, salíamos de Sprai, pasábamos por la estación de servicio que estaba en la esquina, inflábamos las gomas y seguíamos a Peretz, que quedaba a la vuelta. Como no todos teníamos sillas de ruedas, algunos llevaban sillas comunes y se sentaban ahí...
P: ¿Trabajaban?
JLC: No, para nada... Nos enteramos que en Buenos Aires habían conseguido playas de estacionamiento... Volvimos y fuimos a golpear las puertas de la Municipalidad. Nos dieron la playa del parque Alberdi y ése fue el primer trabajo de Vega, el de Leurino, el mío y el de otros más. Después se desmoronó una escuela que había en la cortada Falucho, nos presentamos en el Ministerio de Educación donde estaba Virgilio Cordero, pedimos el lugar y pusimos otra playa y le dimos trabajo a otros discapacitados.
P: ¿Avizoraban la función social de hoy cuando se produjo la fundación?
JLC: Para nada. Nosotros fundamos Cilsa con fines deportivos. Todo lo fuimos realizando como parte de nuestras necesidades, pero distintos acontecimientos nos hicieron abrir la mirada. Eso sí, la evolución fue constante. No recuerdo haber tenido un año malo. Y cuando hubo un estancamiento deportivo, como consecuencia del cambio generacional, se dio la explosión de Cilsa como institución social.

Leurino fue capitán del seleccionado argentino de básquetbol en silla de ruedas, saliendo dos veces campeón mundial en los Juegos Mundiales en Silla de Ruedas de 1973 y 1974. En 1973 Argentina venció al favorito Estados Unidos por un doble de diferencia.
Representó a la Argentina en los Juegos Paralímpicos de Heidelberg 1972, Seúl 1988 y Barcelona 1992, compitiendo en aaloncesto en silla de ruedas y atletismo. En Heidelberg 1972 obtuvo medalla de bronce en baloncesto en silla de ruedas.
Su Familia: Casado con Gloria Isabel Contreras, tiene
3 Hijos [Daniela Silvana Leurino 49, Hugo Marcelo Leurino 46 y Maria Sol Leurino 42] y
6 Nietos [Antonella Buttarazzi 27, Fausto Buttarazzi 24, Giovanna Buttarazzi 16, Stefano Buttarazzi 14, Laureano Florean Leurino 24, Gonzalo Caraffa 22]

## Carrera deportiva

### Campeonato del mundo de baloncesto en silla de ruedas
Leurino fue el capitán de la selección argentina que ganó dos veces el campeonato mundial de baloncesto en silla de ruedas en los Juegos Mundiales IWAS (Stoke Mandeville) de 1973 y 1974. 
En la edición de 1973 Argentina venció el 15 de julio a Gran Bretaña por 68 a 39, el 17 de julio a Israel por 63 a 35; el 19 de julio a Suecia por 73 a 43 y el 21 de julio a Estados Unidos por 50 a 48.
El equipo argentino estuvo integrado por Vitaliano Brandoli (Cemefir), Juan Luis Costantini (Cilsa), Ángel Elizalde (Aprilp de La Plata), Osvaldo Ferrigutti (Cilsa), Víctor Forconi (Crol), Jorge Kosacks (Newell’s), Héctor Leurino (capitán, Cilsa), Pablo Lunazzi (Duba de Bahía Blanca), Alberto Parodi (CRIDEL), Rodolfo Sánchez (Cilsa), Oscar Valdez (Newell's, y Juan Leonardo Vega (Cilsa).
Argentina volvió a ganar el campeonato mundial en 1974.
Armand Thiboutot y Philip Craven, en su libro The 50th Anniversary of Wheelchair Basketball mencionan a Costantini y Leurino como los jugadores más destacados de aquel equipo, describiendo a Leurino con las siguientes palabras:

HÉCTOR LEURINO. Dominó la defensa argentina 2-1-2, y aún cuando Baruch Hagai fue conocido por su constante comunicación verbal en la cancha, Héctor fue probablemente el comunicador defensivo más reconocido de los Juegos. Su marca registrada fue la bandeja a dos manos con rotación desde los dedos, poniendo en movimiento todo el cuerpo desde los pies y deslizaba la pelota sobre el aro, desde el frente. Era un jugador extremadamente rápido para pensar.
The 50th Anniversary of Wheelchair Basketball

### Juegos Paralímpicos de Heidelberg 1972

#### Medalla de bronce en baloncesto en silla de ruedas
El equipo masculino de baloncesto estuvo formado por Juan Luis Constantini, Héctor Leurino (capitán), Guillermo Prieto, Alberto Parodi, Daniel Tonso, Luis Grieb, Juan Vega, Rubén Ferrari y Aldo Di Meola.
Participaron nueve países: Argentina, Australia Estados Unidos, Francia, Gran Bretaña, Israel, Italia, Países Bajos y Suecia que fueron dividos en dos grupos. Argentina salió primera en el Grupo A, ganándole a Gran Bretaña 56-48, a Suecia 78-26, a Países Bajos 61-36 y a Italia 70-44. En la semifinal perdió con Israel por un solo doble (53-55). El partido por la medalla de bronce fue contra Gran Bretaña, volviéndola a vencer esta vez por 54-39. Al año siguiente el equipo argentino se consagraría campeón mundial.
| Baloncesto Varones | Baloncesto Varones | Baloncesto Varones |
|                    | País               |                    |
| ------------------ | ------------------ | ------------------ |
| 1                  | Estados Unidos     |                    |
| 2                  | Israel             |                    |
| 3                  | Argentina          |                    |
| Fuente: IPC.       |                    |                    |